# Francisc Șimon
Francisc Șimon (ur. 8 stycznia 1927 w Târgu Mureș, zm. 12 stycznia 2005 tamże) – rumuński piłkarz wodny. Reprezentant kraju na igrzyskach olimpijskich w 1952 w Helsinkach. igrzyskach olimpijskich w 1956 w Melbourne.
Na igrzyskach olimpijskich w Helsinkach zagrał w obu meczach a w meczu ze Republiką Federalną Niemiec strzelił 2 bramki dla reprezentacji Rumunii. 
Na igrzyskach w Melbourne Șimon wystąpił we wszystkich meczach i strzelił w sumie 5 bramek.